# Вандербілт (Техас)
Вандербілт (англ. Vanderbilt) — переписна місцевість (CDP) в США, в окрузі Джексон штату Техас. Населення — 409 осіб (2020).

## Географія
Вандербілт розташований за координатами 28°49′15″ пн. ш. 96°36′35″ зх. д. / 28.82083° пн. ш. 96.60972° зх. д. (28.820811, -96.609640).  За даними Бюро перепису населення США в 2010 році переписна місцевість мала площу 4,94 км², уся площа — суходіл.

## Демографія
Згідно з переписом 2010 року, у переписній місцевості мешкало 395 осіб у 139 домогосподарствах у складі 105 родин. Густота населення становила 80 осіб/км².  Було 165 помешкань (33/км²).
Расовий склад населення:
| - 83,0 % — білих - 6,6 % — чорних або афроамериканців - 0,3 % — корінних американців - 7,3 % — осіб інших рас |

До двох чи більше рас належало 2,8 %. Частка іспаномовних становила 40,5 % від усіх жителів.
За віковим діапазоном населення розподілялося таким чином: 32,9 % — особи молодші 18 років, 59,3 % — особи у віці 18—64 років, 7,8 % — особи у віці 65 років та старші. Медіана віку мешканця становила 32,5 року. На 100 осіб жіночої статі у переписній місцевості припадало 102,6 чоловіків;  на 100 жінок у віці від 18 років та старших — 108,7 чоловіків також старших 18 років.
Середній дохід на одне домашнє господарство  становив 69 196 доларів США (медіана — 57 917), а середній дохід на одну сім'ю — 78 295 доларів (медіана — 58 854). За межею бідності перебувало 2,5 % осіб, у тому числі 0,0 % дітей у віці до 18 років та 0,0 % осіб у віці 65 років та старших.
Цивільне працевлаштоване населення становило 249 осіб. Основні галузі зайнятості: освіта, охорона здоров'я та соціальна допомога — 40,6 %, будівництво — 15,3 %, виробництво — 12,4 %, сільське господарство, лісництво, риболовля — 12,0 %.